# Santa Eulália (Seia)
Santa Eulália ist eine Ortschaft und ehemalige Gemeinde in Portugal.

## Geschichte
Der Ort ist seit dem Mittelalter bekannt. Im 12. Jahrhundert war sie bereits eine eigenständige Gemeinde.
Im Zuge der Gebietsreform 2013 wurde die Gemeinde aufgelöst und mit Sameice zu einer neuen Gemeinde zusammengeschlossen.

## Kultur und Sehenswürdigkeiten
Baudenkmäler der Gemeinde sind insbesondere das Herrenhaus Solar dos Morgados (auch Solar de Santa Eulália) und die 1976 auf der Grundlage einer ursprünglich im 13. Jahrhundert errichteten Kapelle renovierte und eingeweihte Gemeindekirche Igreja de Santa Eulália, neben zwei weiteren Kapellen.

## Verwaltung
Santa Eulália war eine Gemeinde (Freguesia) im Kreis (Concelho) von Seia, im Distrikt Guarda. Sie hatte 273 Einwohner auf einer Fläche von 4,1 km² (Stand 30. Juni 2011).
Die Gemeinde setzte sich aus zwei Ortschaften zusammen:
- Maceirinha
- Santa Eulália

Im Zuge der kommunalen Neuordnung Portugals wurde Santa Eulália am 29. September 2013 mit Sameice zur neuen Gemeinde União das Freguesias de Sameice e Santa Eulália zusammengeschlossen. Sitz der neuen Gemeinde wurde Sameice, während die Gemeindeverwaltung von Santa Eulália als Bürgerbüro erhalten blieb.